# AfterEllen
AfterEllen è un sito web che si occupa della rappresentazione nei mass media delle donne lesbiche e bisessuali.
Fondato da Sarah Warn nell'aprile 2002, il sito è stato acquistato nel 2006 da Logo (canale televisivo via cavo di proprietà della Viacom).

## Il sito
AfterEllen non è affiliato con Ellen DeGeneres, anche se il nome del sito si riferisce al pubblico coming out fatto dalla DeGeneres, evento considerato come la pietra miliare per il mondo delle lesbiche.
Il sito si occupa di notizie, libri, musica, film e televisione. Pubblica articoli, recensioni, colonne regolari, riassume di serie televisive con caratteri lesbiche e bisessuali, e mantiene diversi blog. Più recentemente, i video blog settimanali, spesso chiamati "vlogs", sono diventati una parte fondamentale di AfterEllen.com, i più popolari dei quali sono "Brunch With Bridget", "Lesbian Love," and "Is This Awesome?". Il sito dispone anche di popolari web-serie, come ad esempio "Anyone But Me" (vincitore dello Streamy Awards e nominato al Webby Award).
È il sito top per le donne LGBT, raggiungendo una media di oltre 700 000 contatti al mese del 2008. Nel marzo 2008, il sito è stato nominato uno dei "50 blog più potenti al mondo" (the world's 50 most powerful blogs) dal periodico britannico The Observer per il suo irriverente sguardo come la comunità lesbica è rappresentata nei mezzi di comunicazione (irreverent look at how the lesbian community is represented in the media).

## AfterEllen.com Hot 100
Ogni anno AfterEllen.com pubblica una classifica delle 100 donne più desiderate al mondo secondo l'universo delle donne lesbiche e bisessuali: tale classifica è la "risposta" di AfterEllen.com alla classifica The 2010 Maxim Hot 100 stilata dal mensile lifestyle maschile Maxim.

### Hot 100 dal 2007 al 2016
| Year | Winner            | Top ten | Ref.   |
| ---- | ----------------- | --- | ------ |
| 2007 | Leisha Hailey     | - 2nd: Angelina Jolie - 3rd: Kate Winslet - 4th: Lena Headey - 5th: Sarah Shahi - 6th: Virginie Ledoyen - 7th: Tina Fey - 8th: Jordana Brewster - 9th: Salma Hayek - 10th: Natalie Portman                  | [ 5 ]  |
| 2008 | Tina Fey          | - 2nd: Jennifer Beals - 3rd: Jill Bennett - 4th: Bridget McManus - 5th: Leisha Hailey - 6th: Ellen Page - 7th: Sarah Shahi - 8th: Sara Ramírez - 9th: Katherine Moennig - 10th: Lena Headey                 | [ 6 ]  |
| 2009 | Portia de Rossi   | - 2nd: Jennifer Beals - 3rd: Lena Headey - 4th: Leisha Hailey - 5th: Sarah Shahi - 6th: Rachel Maddow - 7th: Tina Fey - 8th: Sara Ramírez - 9th: Angelina Jolie - 10th: Gro Hammerseng                      | [ 7 ]  |
| 2010 | Olivia Wilde      | - 2nd: Kristen Stewart - 3rd: Lily Loveless - 4th: Sara Ramírez - 5th: Portia de Rossi - 6th: Kathryn Prescott - 7th: Jennifer Beals - 8th: Jessica Capshaw - 9th: Lena Headey - 10th: Katherine Moennig    | [ 8 ]  |
| 2011 | Naya Rivera       | - 2nd: Heather Morris - 3rd: Jessica Capshaw - 4th: Sara Ramírez - 5th: Olivia Wilde - 6th: Amber Heard - 7th: Shay Mitchell - 8th: Dianna Agron - 9th: Lily Loveless - 10th: Lea Michele                   | [ 9 ]  |
| 2012 | Naya Rivera       | - 2nd: Dianna Agron - 3rd: Heather Morris - 4th: Tegan Quin - 5th: Shay Mitchell - 6th: Jessica Capshaw - 7th: Sara Ramírez - 8th: Olivia Wilde - 9th: Tucky Williams - 10th: Abisha Uhl                    | [ 10 ] |
| 2013 | Jennifer Lawrence | - 2nd: Zoie Palmer - 3rd: Naya Rivera - 4th: Dianna Agron - 5th: Anna Silk - 6th: Heather Morris - 7th: Shay Mitchell - 8th: Rachel Skarsten - 9th: Sasha Alexander - 10th: Jennifer Morrison               | [ 11 ] |
| 2015 | Ruby Rose         | - 2nd: Alycia Debnam-Carey - 3rd: Shay Mitchell - 4th: Lana Parrilla - 5th: Natasha Negovanlis - 6th: Laura Prepon - 7th: Évelyne Brochu - 8th: Tatiana Maslany - 9th: Elise Bauman - 10th: Kristen Stewart | [ 12 ] |
| 2016 | Lauren Jauregui   | - 2nd: Alycia Debnam-Carey - 3rd: Camila Cabello - 4th: Glaiza de Castro - 5th: Angie Harmon - 6th: Phoebe Dahl - 7th: Eliza Taylor - 8th: Kate Jenkinson - 9th: Danielle Cormack - 10th: Ruby Rose         | [ 13 ] |